# Estação Rodoviária (Salvador)
A Estação Rodoviária é uma das estações do Metrô de Salvador, situada em Salvador, entre a Estação Detran e a Estação Pernambués. Faz parte da Linha 2.
Foi inaugurada em 5 de dezembro de 2016 juntamente com outras três estações da linha. Localiza-se na Avenida Tancredo Neves. Atende aos bairros de Pernambués e Caminho das Árvores, nas imediações do Shopping da Bahia.

## Características
A estação tem 7 700 metros quadrados de área construída em trecho de superfície com integração a um terminal de ônibus urbano através de uma passarela. Possui duas plataformas laterais de embarque/desembarque.